# Josep Lluís Pons Llovet
Josep Lluís Pons Llovet (Barcelona, 5 d'octubre de 1955) fou membre del Moviment Ibèric d'Alliberament.

## Biografia
Durant el curs 1971-1972, essent estudiant a l'Institut Milà i Fontanals de Barcelona, milità a les Joventuts Universitàries Revolucionàries, raó per la qual fou expulsat de l'institut. Aleshores el 1972 contactà amb el Moviment Ibèric d'Alliberament, formant part dels seus Grups Autònoms de Combat.
El 2 de març de 1973 participà en l'atracament a la sucursal del Banc Central Hispano de Barcelona amb Jean Marc Rouillan i Jordi Solé Sugranyes, en el que van ferir de gravetat un comptable del banc. El 15 de setembre de 1973 va ser interceptat per la guàrdia civil a Bellver de Cerdanya amb Oriol Solé Sugranyes. Condemnat a 51 anys de presó en dos consells de guerra, ambdós foren tancats a la presó Segòvia.
L'abril de 1976 ambdós protagonitzaren amb 27 membres d'ETA i FAC la fuga de Segòvia, però fou capturat poc després a Burguete mentre que Oriol era mort per la guàrdia civil. Seguidament fou tancat a la presó de San Antón de Cartagena. El 7 de juny de 1977 fou finalment alliberat mercè Llei d'Amnistia espanyola de 1977. Havia d'haver figurat com a nombre dos en la llista de candidats per a diputat per Barcelona presentada per la Candidatura d'Unitat Popular pel Socialisme, però això no va ser possible per inconvenients d'ordre administratiu.